# Cinnyris sovimanga
La nettarinia di Souimanga (Cinnyris sovimanga (J.F.Gmelin, 1788)) è un uccello della famiglia Nectariniidae.

## Distribuzione e habitat
L'areale di questa specie comprende il Madagascar e le isole Seychelles.